# K9 Thunder
Le K9 Thunder est un canon automoteur d'artillerie sud coréen conçu et fabriqué par la société Hanwha Defense (en), une filiale du groupe Samsung. Cet automoteur d'artillerie est employé par l'armée turque et l'Armée de terre indienne sous les appellations respectives de T-155 Fırtına et K9 Vajra-T.

## Histoire

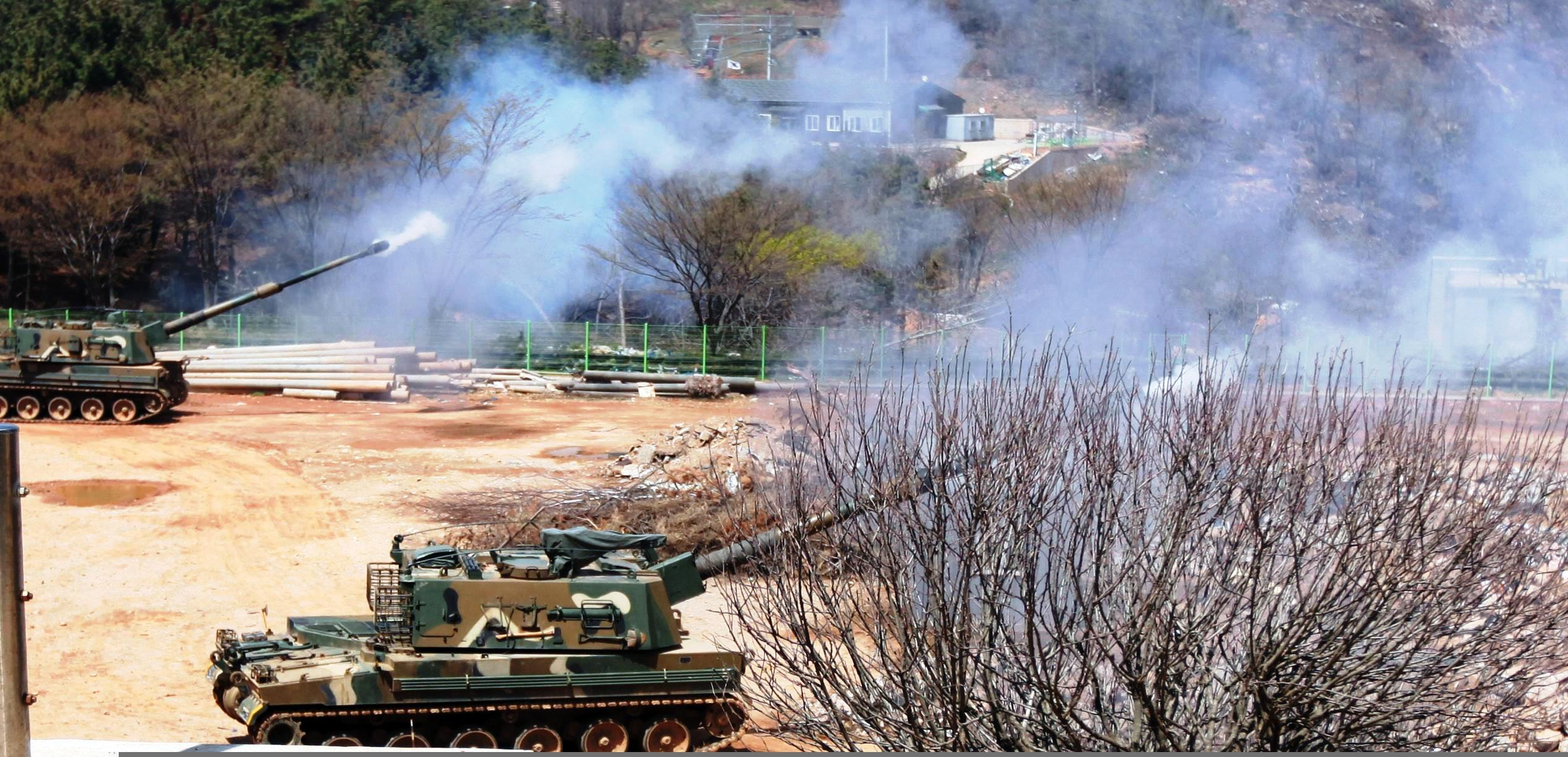
Exercice de tir de K9;

Les prototypes de K9 Thunder furent construits entre 1989 et 1998, basés sur le M108/M109 américain. Ils furent ensuite produits massivement de 1999 jusqu'à aujourd'hui avec un coût unitaire annoncé en 2010 de 4 milliards de wons (2,62 millions d’euros).
Pouvant tirer des projectiles d'une portée selon les munitions de 18 à 40 km, ils virent leur premier baptême du feu le 23 novembre 2010 lorsque la Corée du Nord procéda au bombardement de l'île de Yeonpyeong, qui vit donc la riposte des pièces d'artilleries sud-coréennes, dont 2 unités furent endommagées durant l'échange de tirs.

### K10 Ammunition Resupply Vehicle (ARV)

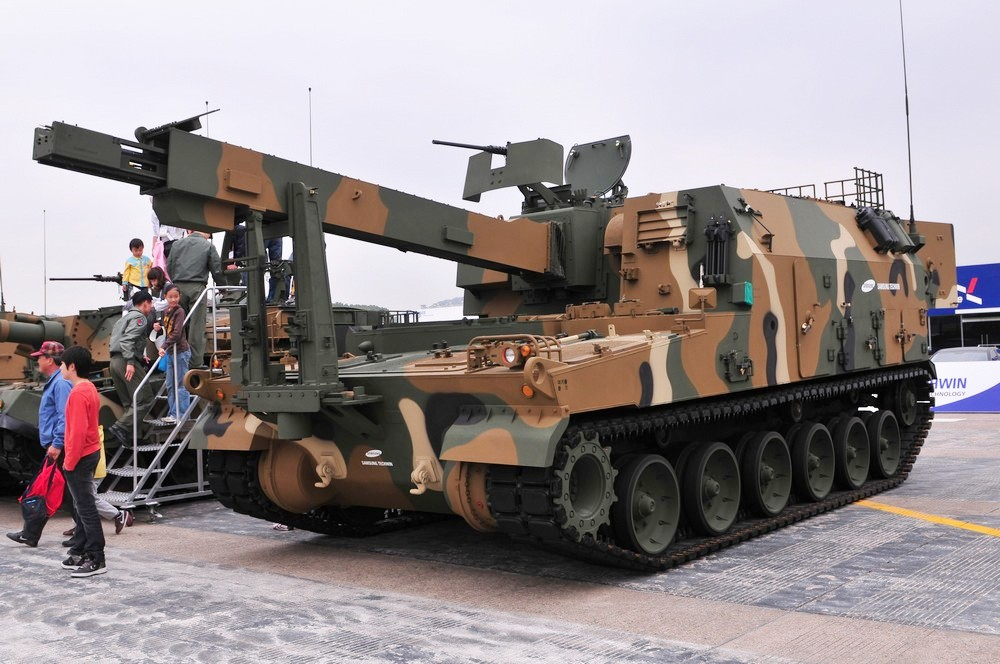
Véhicule de réapprovisionnement en munitions K10.

Une version de ravitaillement a aussi été développée sur la plateforme du K9 afin de pouvoir ravitailler les batteries de K9 automatiquement et en ambiance contaminée grâce aux dispositifs NRBC à surpression dont disposent les deux véhicules, les membres d'équipage n'ayant pas à sortir des véhicules pour l'opération.
Le K9 et le K10 disposant de la même caisse, leur mobilité est identique. Le K10 peut transporter un maximum de 104 obus de 155 mm et transférer 12 obus par minute grâce à un bras articulé qui vient placer les munitions une par une dans le râtelier du K9 situé en nuque de tourelle.

## Pays utilisateurs

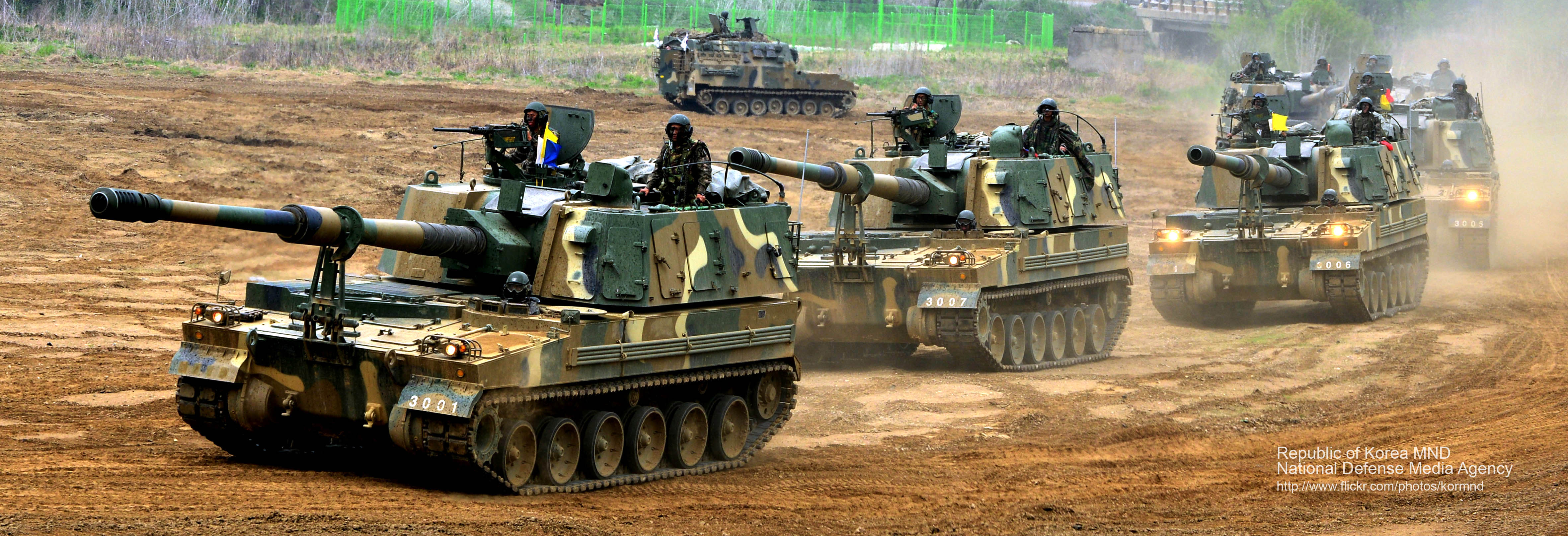
Des K9 de la brigade d'artillerie de l’armée de terre sud-coréenne en 2013.

- Australie : 30 exemplaires commandés plus 15 K10 Ammunition Resupply Vehicle choisis le 3 septembre 2020 pour l'Australian Army. Ils doivent être construits à Geelong par Hanwha Defense Australia [6].
- Corée du Sud : 532 exemplaires en service [Quand ?], une nouvelle centaine d'exemplaires prévue dans le budget de la défense sud-coréen de 2011 ;
- Égypte : Un contrat de 1,7 milliard $ est signé entre les deux pays en 2022, une partie des véhicules seront produits en Égypte[7].
- Estonie : 24 exemplaires commandés en 2018, 12 autres le 14 janvier 2023 livrables d'ici 2026[8],[9].
- Finlande : 48 exemplaires commandés en février 2017 pour 146 millions d'euros. Livraison annoncée entre 2017 et 2024[10]⁣ ; 5 autres commandés en octobre 2021 et autorisation d'en commander 5 suivants en 2022, soit un total de 58 annoncés[11] ;

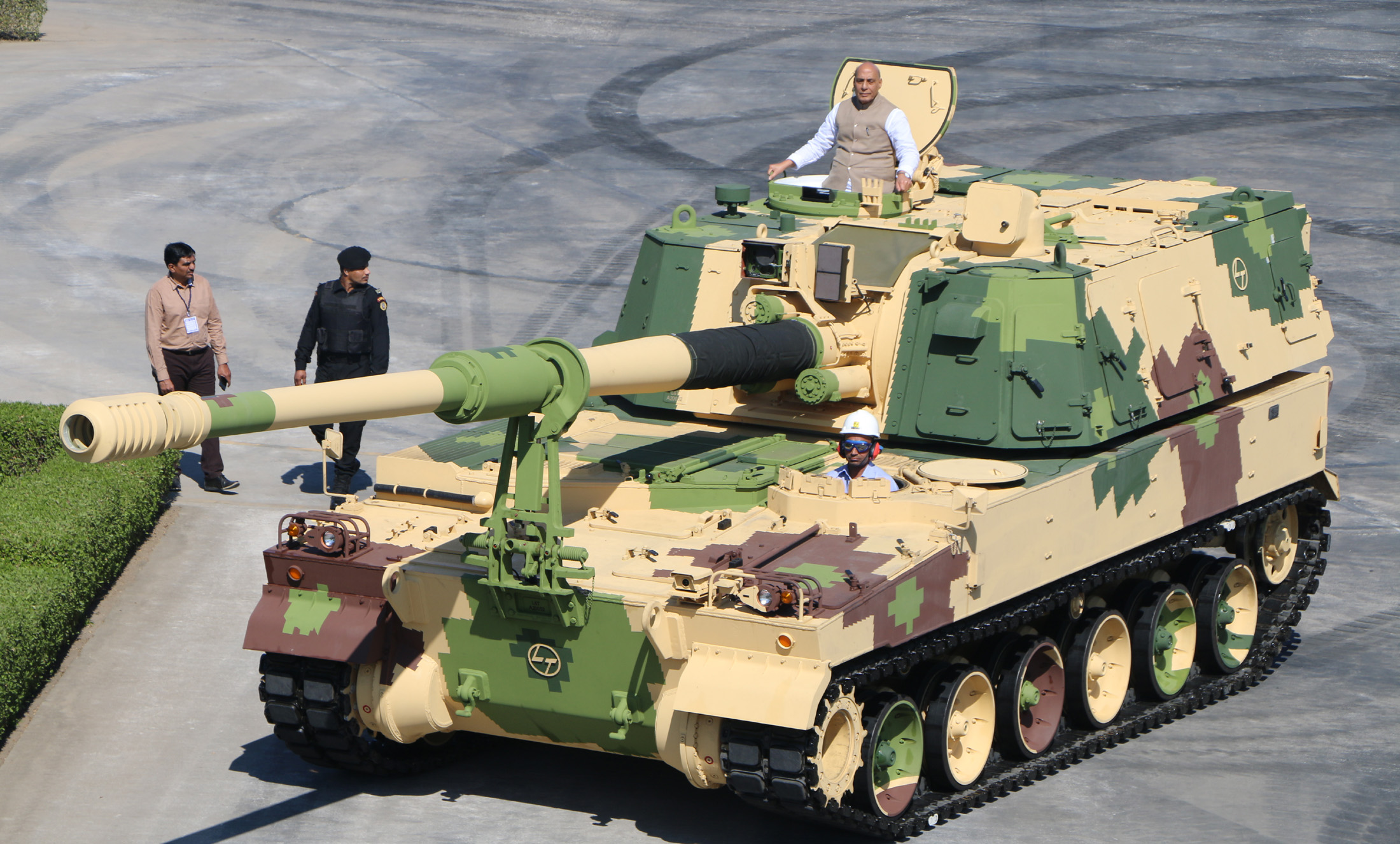
Le ministre de la Défense indienne Rajnath Singh dans la tourelle d'un K9 Vajra le 16 janvier 2020.

- Inde : 100 K9 « Vajra-T » commandés en mai 2017, 90 assemblés par Larsen & Toubro avec 50% de composants produits localement pour 310 millions de dollars. Modifié pour les opérations à haute altitude, il prend le nom de Vajra-T. Fin de livraison (devançant le contrat) en 2020. En décembre 2024, la commande est doublée (253 millions de dollars), 60% des composants seront produits en Inde pour aller dans le sens du « make in India » cher à Narendra Modi, particulièrement pour les fournitures militaires[12].
- Norvège : 24 exemplaires commandés en 2017 pour 230 millions $[13].
- Pologne : 212 canons d'artillerie automoteurs K9 pour 2026 pour un montant de 2,4 milliards d'euros. Un premier lot de 24 K9 a été livré en octobre 2022[14].
- Turquie : 300 T-155 Fırtına en service ;
- Roumanie : en juillet 2024, ce pays commande 54 obusiers K-9 Thunder et 36 véhicules de transport de munitions K-10 pour 870 millions d’euros[15].